# Arbeitsgericht Lennep
Das Arbeitsgericht Lennep war ein preußisches Arbeitsgericht mit Sitz in Lennep.

## Geschichte
Gemäß Arbeitsgerichtsgesetz vom 23. Dezember 1926 wurden in Deutschland Arbeitsgerichte gebildet. Diese waren nur in der ersten Instanz organisatorisch selbstständige Gerichte, die Landesarbeitsgerichte waren den Landgerichten zugeordnet. Am Landgericht Elberfeld entstand so 1927 das Landesarbeitsgericht Elberfeld als eines von vier Landesarbeitsgerichten im Bezirk des Oberlandesgerichtes Düsseldorf. In Lennep entstand das Arbeitsgericht Lennep. Sein Sprengel umfasste die Bezirke der Amtsgerichte Lennep, Ronsdorf und Wermelskirchen. Es bestand eine gemeinsame Kammer für Arbeiter und Angestellte und eine Kammer für Handwerk.
Mit der Eingliederung von Lennep nach Remscheid änderte sich der Name des Gerichtes 1929 auf Arbeitsgericht Remscheid-Lennep. 1931 wurde das Arbeitsgericht Remscheid-Lennep aufgehoben und sein Sprengel dem Arbeitsgericht Remscheid zugeordnet. Lediglich der Sprengel des Amtsgerichts Ronsdorf kam zum Arbeitsgericht Wuppertal.